# گابریل پوچیو
گابریل پوچیو (انگلیسی: Gabriele Puccio؛ زادهٔ ۳ اوت ۱۹۸۹) بازیکن فوتبال اهل ایتالیا است.
از باشگاه‌هایی که در آن بازی کرده‌است می‌توان به باشگاه فوتبال اینتر میلان، باشگاه فوتبال هلاس ورونا، باشگاه فوتبال پارما، باشگاه فوتبال مونتسا، و باشگاه فوتبال یو. اس. پرگولیتزه اشاره کرد.